# 故城遗址 (兰山区)
故城遗址 (兰山区)，位于山东省临沂市兰山区南坊乡？古城村，是中华人民共和国山东省文物保护单位之一。
1992年6月12日，授予山东省文物保护单位，是一座古遗址。